# Markus Ebner
Markus Ebner (ur. 9 listopada 1970 w Ingolstadt) – niemiecki snowboardzista, dwukrotny medalista mistrzostw świata.

## Kariera
Po raz pierwszy na arenie międzynarodowej pojawił się 10 lutego 1996 roku w Lenggries, gdzie w zawodach FIS Race zajął trzecie miejsce w gigancie. Nigdy nie wystartował na mistrzostwach świata juniorów.
W Pucharze Świata zadebiutował 28 listopada 1996 roku w Tignes, gdzie zajął 14. miejsce w slalomie równoległym (PSL). Tym samym już w swoim debiucie wywalczył pierwsze pucharowe punkty. Na podium zawodów pucharowych po raz pierwszy stanął 6 stycznia 1999 roku w Morzine, wygrywając rywalizację w gigancie równoległym (PGS). W zawodach tych wyprzedził Francuza Mathieu Bozzetto i Richarda Richardssona ze Szwecji. Łącznie 13 razy stawał na podium zawodów PŚ, odnosząc przy tym jeszcze dwa zwycięstwa: 31 stycznia 2001 roku w Bad Gastein i 6 grudnia 2002 roku w Tandådalen wygrywał w PSL. Najlepsze wyniki osiągnął w sezonie 2002/2003, kiedy to zajął drugie miejsce w klasyfikacji generalnej, a w klasyfikacji PAR był trzeci. Ponadto w sezonie 2001/2002 był drugi w klasyfikacji giganta.
Jego największym sukcesem jest złoty medal w gigancie wywalczony na mistrzostwach świata w Berchtesgaden w 1999 roku. Pokonał tam Francuza Maxence'a Idesheima i Austriaka Stefana Kaltschütza. Na rozgrywanych dwa lata później mistrzostwach świata w Madonna di Campiglio wywalczył srebrny medal w snowcrossie, rozdzielając na podium Guillaume'a Nantermoda ze Szwajcarii i Austriaka Alexandra Maiera. Na tych mistrzostwach był też między innymi czwarty w gigancie, przegrywając walkę o podium z Włochem Walterem Feichterem. W 2002 roku wystartował na igrzyskach olimpijskich w Salt Lake City, gdzie zajął osiemnaste miejsce w PGS. Brał też udział w igrzyskach w Turynie w 2006 roku, gdzie rywalizację w tej samej konkurencji ukończył na 17. pozycji.

## Osiągnięcia

### Igrzyska olimpijskie
| Miejsce | Dzień     | Rok  | Miejscowość    | Konkurencja       | Zwycięzca      |
| ------- | --------- | ---- | -------------- | ----------------- | -------------- |
| 18.     | 15 lutego | 2002 | Salt Lake City | Gigant równoległy | Philipp Schoch |
| 17.     | 22 lutego | 2006 | Turyn          | Gigant równoległy | Philipp Schoch |

### Mistrzostwa świata
| Miejsce | Dzień       | Rok  | Miejscowość          | Konkurencja       | Zwycięzca           |
| ------- | ----------- | ---- | -------------------- | ----------------- | ------------------- |
| 19.     | 22 stycznia | 1997 | San Candido          | Gigant            | Thomas Prugger      |
| 40.     | 25 stycznia | 1997 | San Candido          | Slalom równoległy | Mike Jacoby         |
| 1.      | 13 stycznia | 1999 | Berchtesgaden        | Gigant            | -                   |
| 44.     | 14 stycznia | 1999 | Berchtesgaden        | Gigant równoległy | Richard Rikardsson  |
| 14.     | 15 stycznia | 1999 | Berchtesgaden        | Slalom równoległy | Nicolas Huet        |
| 13.     | 17 stycznia | 1999 | Berchtesgaden        | Snowboardcross    | Henrik Jansson      |
| 4.      | 22 stycznia | 2001 | Madonna di Campiglio | Gigant            | Jasey-Jay Anderson  |
| 9.      | 24 stycznia | 2001 | Madonna di Campiglio | Gigant równoległy | Nicolas Huet        |
| 9.      | 26 stycznia | 2001 | Madonna di Campiglio | Slalom równoległy | Gilles Jaquet       |
| 2.      | 28 stycznia | 2001 | Madonna di Campiglio | Snowboardcross    | Guillaume Nantermod |
| 15.     | 13 stycznia | 2003 | Kreischberg          | Gigant równoległy | Dejan Košir         |
| 15.     | 14 stycznia | 2003 | Kreischberg          | Slalom równoległy | Siegfried Grabner   |
| 20.     | 19 stycznia | 2003 | Kreischberg          | Snowboardcross    | Xavier de le Rue    |
| 29.     | 18 stycznia | 2005 | Whistler             | Gigant równoległy | Jasey-Jay Anderson  |
| 14.     | 19 stycznia | 2005 | Whistler             | Slalom równoległy | Jasey-Jay Anderson  |

### Puchar Świata

#### Miejsca w klasyfikacji generalnej
- sezon 1996/1997: 74.
- sezon 1997/1998: 46.
- sezon 1998/1999: 30.
- sezon 1999/2000: 8.
- sezon 2000/2001: 10.
- sezon 2001/2002: -
- sezon 2002/2003: 2.
- sezon 2003/2004: -
- sezon 2004/2005: -
- sezon 2005/2006: 73.
- sezon 2006/2007: 210.
- sezon 2007/2008: 232.
- sezon 2009/2010: 293.

#### Miejsca na podium
1. Morzine – 6 stycznia 1999 (gigant równoległy) - 1. miejsce
2. Tignes – 27 listopada 1999 (gigant) - 2. miejsce
3. Park City – 5 marca 2000 (gigant równoległy) - 2. miejsce
4. Kreischberg – 5 stycznia 2001 (snowboardcross) - 2. miejsce
5. Kreischberg – 7 stycznia 2001 (slalom równoległy) - 3. miejsce
6. Badgastein – 31 stycznia 2001 (slalom równoległy) - 1. miejsce
7. Valle Nevado – 8 września 2001 (gigant równoległy) - 2. miejsce
8. Valle Nevado – 9 września 2001 (slalom równoległy) - 2. miejsce
9. Ischgl – 1 grudnia 2001 (gigant równoległy) - 3. miejsce
10. Sapporo – 2 marca 2002 (slalom równoległy) - 3. miejsce
11. Tandådalen – 20 marca 2002 (gigant równoległy) - 2. miejsce
12. Tandådalen – 6 grudnia 2002 (slalom równoległy) - 1. miejsce
13. Serre Chevalier – 7 marca 2003 (gigant równoległy) - 2. miejsce